# Robert Havemann
Robert Havemann (polno ime: Robert Hans Günther Havemann), nemški kemik in politik, * 11. marec 1910, München, Nemško cesarstvo, † 9. april 1982, Grünheide, Vzhodna Nemčija. 

## Življenje
Robert Havemann se je rodil 11. marca 1910 v Münchnu na Bavarskem v Nemškem cesarstvu slikarki Elisabeth Havemann in učitelju, uredniku ter pisatelju Hansu Havemannu. Leta 1929 je začel študij kemije v Münchnu. Po dveh letih je nadaljeval izobraževanje na berlinskem Inštitutu Cesarja Viljema in tam 16. oktobra 1935 doktoriral iz fizikalne kemije.
Po šolanju se je poročil z Antjo Hasenclever, vendar se je po več letih ločil. Leta 1949 se je poročil s Karin von Trotha, s katero je imel tri otroke: Franka, Floriana in Sibylle. Po še dveh ločitvah se je nekaj let pred smrtjo poročil z Annedore (Katjo) Grafe.
Leta 1932 se je pridružil Komunistični partiji Nemčije (KPD). Bil je eden izmed vidnejših članov, ki si je prizadeval za zrušitev nacistične oblasti. S svojimi somišljeniki je vodil, koordiniral ter spodbujal protinacistična gibanja. Ustanovil je skupino Evropska unija, ki je izdala številne politične spise? in programe? za krepitev? nacionalne? zavesti. Med 2. svetovno vojno je s skupino poskušal stopiti v stik z zavezniki, vendar je njihov poskus spodletel. 5. septembra 1943 ga je tajna policija Gestapo aretirala in obsodila na usmrtitev. Zaradi njegovega pomembnega prispevka k razvoju nemškega kemičnega orožja, so njegovi nekdanji sodelavci vložili vrsto pritožb in tako dosegli, da se je usmrtitev večkrat prestavila. Do koncu vojne je bil zaprt v zaporu Brandenburg-Görden.
Po koncu vojne je postal predstojnik katedre za Fizikalno in elektro kemijo na Inštitutu cesarja Viljema v Berlinu. Zaradi političnih pritiskov je bil leta 1948 odstavljen z mesta predstojnika in začel z delom v laboratoriju.
Zaradi političnega nestrinjanja s tedanjim sistemom je bil v naslednjih letih večkrat odpuščen ter premeščen na različna delovna mesta. Tako je leta 1950 začel predavati kot profesor fizikalne kemije na Humboldtovi univerzi v Berlinu.
Leta 1959 je prejel več nagrad na nacionalni ravni, med drugim Narodno nagrado drugega razreda, ki je bila ena izmed najvišjih nagrad Vzhodne Nemčije za znanstvenike.
Zaradi kritik, ki jih je objavljal v lokalnih časopisih, mu je bil leta 1976 dodeljen hišni pripor. Kljub temu je nadaljeval s pisanjem kritik političnega sistema vse do svoje smrti. Po dolgotrajni bolezni pljuč je 9. aprila leta 1982 umrl, star 72 let.
Leta 2005 mu je bil dodeljen naziv Pravični med narodi, kar je častni naslov in priznanje, ki ga podeljuje Jad Vašem, Svetovni center za raziskovanje, poučevanje in dokumentiranje holokavsta v Jeruzalemu v Izraelu za pogumna in humana dejanja med 2. svetovno vojno.

## Politična aktivnost
Čas, ki ga je Robert Havemann prebil v zaporu med 2. svetovno vojno, je po koncu vojne le še okrepil njegova prepričanja, da je najboljši politični sistem Nemške demokratične republike. Po koncu vojne je sodeloval s sovjetsko obveščevalno agencijo in Ministrstvom za državno varnost.
Za čas po letu 1955 je ohranjenih več verodostojnih dokumentov, v katerih je zapisano, da naj bi se Havemann več kot 60-krat srečal z zaposlenimi z Ministrstva za državno obrambo. Leta 1956 se je uradno zavezal k sodelovanju z ministrstvom in tako postal skrivni obveščevalec pod tajnim imenom »Leitz«. Podatke je zbiral iz svojega poslovnega, političnega in privatnega življenja.
Havemann je s tajno policijo sodeloval vse do sredine 60. let 19. stoletja, vendar mu ta še vedno ni popolno zaupala, ker je bil po mnenju tajne policije preveč samosvoj. Zaradi nezaupanja v njegevo delo so prisluškovali njegovemu telefonu in začeli s sistematičnim prisluškovanjem njegovim osebnim stikom.
Na Univerzi Humboldt v Berlinu so bila njegova predavanja o naravoslovnih vidikih filozofskih problemov zelo priljubljena med študenti in tudi vodstvo univerze ga je javno podpiralo. Leta 1964 so ga konservativni člani SED-a (Enotne socialistične stranke Nemčije) obtožili revizionizma. Konec Havemannove politične kariere je pomenil pogovor s študentom o trenutnem stanju na univerzi. Študent je bil v resnici, kot se je pozneje izkazalo, novinar vzhodnonemškega časopisa »Hamburger Echo am Abend«, kjer je bil brez Havemannove vednosti objavljen osebni pogovor z domnevnim študentom. Ministrstvo za državno varnost je zaradi njegovih vse večjih političnih nasprotovanj, delo z njim prekinilo. Kasneje je bil odpuščen z univerze in izključen iz stranke.
Vsak njegov nadaljnji poizkus političnega udejstvovanja je bil preprečen in od leta 1976 do 1979 je bil v hišnem priporu. Kljub temu je ostal močan lik opoziciji v NDR.

## Delo
Leta 1933 je na Inštitutu cesarja Viljema, na oddelku za Fizikalno kemijo in elektrokemijo, pri mentorju Herbertu Freundlichu začel s pisanjem disertacije Idealne in realne beljakovinske raztopine. Konec julija 1933 je njegov mentor emigriral in je moral Havemann, tako kot vsi ostali zaposleni na inštitutu zaradi preoblikovanja zapustiti ustanovo. S pomočjo DFG štipendije je leta 1935 uspešno zagovarjal fizikalno-kemijsko disertacijo in s tem napredoval na berlinskem inštitutu. 
Od 1937 do 1943 je sodeloval pri razvoju bojnih plinov za nemško vojsko.
Tako je leta 1945 postal predstojnik oddelka za Fizikalno in elektrokemijo. S tega položaja si je prizadeval za rešitev in ohranitev vseh raziskovalnih inštitutov v Berlinu, ki so bili prizadeti zaradi nove reforme gradnje.
Leta 1946 mu je bilo dodeljeno mesto profesorja za koloidno kemijo na Fizikalno-kemijskem inštitutu novoustanovljene Humboldtove univerze v Vzhodnem Berlinu. 
Njegove tamkajšnje delo je temeljilo na raziskovanju beljakovin in fotokemije ter razvijanju novih fizikalno-kemijskih merilnih naprav. Havemann je raziskoval področje proteinov, magnetokemije in fotokemije. Izdal je več kot 100 kemijskih člankov, knjigo o termodinamiki in nekaj člankov o politiki ter filozofiji. 
V svojem delu Dialektik ohne Dogma? je razpravljal o povezavah med filozofijo in naravoslovnimi vedami, namesto da bi se osredotočil na določena področja ali teorije, izjema je bila kvantna mehanika. V tej knjigi je zajet Havemannov pogled na teme, kot so: kibernetika in mišljenje, objektivni idealizem in mehanski materializem, model zaznavanja v prostoru ter času, elementi in problemi kvantne mehanike, očitno in abstraktno razmišljanje, nepopolnost kopenhagenske interpretacije kvantne mehanike in mnoge druge teme. Dialektik ohne Dogma? vsebuje tudi njegov govor »Ali je filozofija modernim naravoslovnim vedam pomagala pri reševanju njihovih problemov?«. Bil je mnenja, da bi marali naravoslovni znanstveniki sistematično preučevali vse vrste filozofije in ne le dogmatično državno filozofijo. 
Robert Havemann je bil zagovornik dialektičnega materializma v filozofiji. V dialektičnem materializmu, ki ga nekateri avtorji označujejo kot zakon, je osrednja tema prehod med kvalitetami v kvantitete in obratno. Prepričan je bil, da snov pomembnejša od ideje in da spremembe v naravi narekujejo dialektična nasprotja, kot so npr. nasprotje med enakostjo in drugačnostjo, nasprotje med kvaliteto in kvantiteto, nasprotje med nujnostjo in naključnostjo ali nasprotje med kontinuiteto in diskontinuiteto itd.
Njegov učbenik »Uvod v kemijsko termodinamiko«, ki je izšel leta 1957, je eden izmed redkih primerov med termodinamskimi učbeniki, ki razpravljajo o filozofskih težavah.